# Krzysztof Gulbinowicz
Krzysztof Gulbinowicz (ur. 6 grudnia 1956 we Wrocławiu, zm. prawdopodobnie 20 listopada 2009 tamże) – polski drukarz, publicysta polityczny, pisarz, działacz Solidarności, Solidarności Walczącej. Używał pseudonimów „Pytia”, „Młody robotnik”, „Józef Ziuk”.

## Życiorys
W 1974 roku ukończył ZSZ Przemysłu Poligraficznego we Wrocławiu. W tym samym roku rozpoczął pracę we Wrocławskich Zakładach Drukarskich, w następnym roku pracował jako strażak Zawodowej Straży Pożarnej we Wrocławiu. W czerwcu 1976 porzucił służbę po informacji, że jego jednostka może zostać skierowana do tłumienia protestów społecznych (za pomocą armatek wodnych). Bezpośrednio po porzuceniu pracy w straży pożarnej, Gulbinowicz wyjechał w Bieszczady. Tam imał się różnych, dorywczych prac. Wątki bieszczadzkie umieścił w Odpryskach rozbitego dzbana.
Jako uczestnik ruchu hipisowskiego zajmował się m.in. wydawaniem pism ulotnych. Od 1976 był pracownikiem prywatnych punktów małej poligrafii i współorganizatorem kolportażu na terenie Dolnego Śląska niezależnych wydawnictw (m.in. RMP, WZZ Wybrzeża, NOWA). Od 1979 roku współpracował jako drukarz i publicysta z niezależnymi wydawnictwami we Wrocławiu, wydawanymi przez SKS, Klub Samoobrony Społecznej Ziemi Dolnośląskiej oraz redakcją „Biuletynu Dolnośląskiego”.
W 1980 został pracownikiem MKZ, następnie w Zarządzie Regionu „S” Dolny Śląsk jako drukarz i instruktor prowadzący szkolenia poligraficzne dla członków struktur zakładowych związku. Po wprowadzeniu stanu wojennego 13 grudnia 1981 uruchomił jedną z pierwszych podziemnych drukarni i współorganizował strukturę poligraficzną podziemnej RKS „S” Dolny Śląsk. Od 1982 działał w Solidarności Walczącej. W tym samym roku był współzałożycielem Niezależnej Agencji Fotograficznej Dementi.
Był autorem licznych artykułów w prasie podziemnej, m.in. w Solidarności Walczącej, Solidarności Dolnośląskiej, Z dnia na dzień, Wiadomościach Bieżących. Gulbinowicz był wielokrotnie zatrzymywany i aresztowany, stale inwigilowany przez SB. Od 1989 utrzymywał się głównie z prac dorywczych. W latach 1990–2003 był członkiem Partii Wolności. W 1991 był dziennikarzem pisma „Dni” (później „Dwa Dni”). W latach 90. i później publikował m.in. w czasopiśmie „Opcja na Prawo”.
W 2008 wydał tom opowiadań Pocztówki z Workuty. Jest to wznowienie i uzupełnienie prozy Gulbinowicza, wydanej w 1989 roku we wrocławskich podziemnych Niezależnych Warsztatach Wydawniczych Ogniwo Pocztówki z Workuty. Odpryski rozbitego dzbana.
Stan rodzinny – rozwiedziony.
W 2007 roku został odznaczony Krzyżem Kawalerskim Orderu Odrodzenia Polski przez prezydenta RP Lecha Kaczyńskiego.
Zmarł we Wrocławiu w 2009 roku, został pochowany na cmentarzu przy ul. Bujwida.
W 2012 roku powstał film dokumentalny w reżyserii i scenariusza Piotra Mielecha i Jędrzeja Lipskiego – Okruchy rozbitego dzbana, poświęcony życiu i twórczości Krzysztofa Gulbinowicza. Film powstał na bazie zebranej dokumentacji, rozmów z najbliższymi i przyjaciółmi, a także na podstawie tekstów samego bohatera. Fragmenty tekstów Gulbinowicza czyta Henryk Talar, który przed laty poznał osobiście Krzysztofa Gulbinowicza we Wrocławiu.